# Тріщани Другі
Тріщани Другі (пол. Trzeszczany Drugie) — село в Польщі, у гміні Тріщани Грубешівського повіту Люблінського воєводства.

## Історія
У 1975—1998 роках село належало до Замойського воєводства.